# Zawsze czegoś brak
Zawsze czegoś brak – piętnasty album studyjny zespołu Budka Suflera wydany 30 października 2009 na 35-lecie istnienia grupy. 13 stycznia 2010 roku album uzyskał status złotej płyty w Polsce.

## Lista utworów
1. „Pejzaż bez słów” (muz. R. Lipko, sł. A. Mogielnicki) – 4:27
2. „Czasem warto zacząć jeszcze raz” (muz. R. Lipko, sł. T. Zaliszewski) – 3:27
3. „Jesienny pamiętnik”  (muz. R. Lipko i K. Cugowski, sł. A. Mogielnicki) – 4:28
4. „Zostań jeszcze”  (muz. R. Lipko, sł. T. Zeliszewski) – 3:55
5. „Sięgnąć gwiazd” (muz. R. Lipko, sł. A. Mogielnicki) – 3:31
6. „Ukryty lew” (muz. R. Lipko, sł. T. Zaliszewski) – 3:56
7. „Bar Echo” (muz. R. Lipko, sł. A. Mogielnicki) – 4:43
8. „Wieczorem przy Krakowskiej Bramie” (muz. R. Lipko i K. Cugowski, sł. T. Zeliszewski) – 3:42
9. „Bądź kiedy wrócę” (muz. R. Lipko i K. Cugowski, sł. M. Dutkiewicz) – 3:33
10. „O nie, o nie” (muz. R. Lipko, sł. T. Zeliszewski) – 3:49
11. „Na pocztówce z Kalifornii” (muz. R. Lipko i K. Cugowski, sł. T. Zeliszewski) – 3:14
12. „Życie co dzień wiersze pisze” (muz. R. Lipko i K. Cugowski, sł. T. Zeliszewski) – 3:20
13. „Rzeka, którą płynę” (muz. R. Lipko i K. Cugowski, sł. A. Mogielnicki) – 4:47
14. „Póki jeszcze mamy na coś czas” (muz. R. Lipko i K. Cugowski, sł. T. Zeliszewski) – 3:41

źródło:

## Twórcy
- Krzysztof Cugowski – śpiew
- Romuald Lipko – instrumenty klawiszowe, produkcja
- Tomasz Zeliszewski – perkusja
- Piotr Kominek – instrumenty klawiszowe
- Małgorzata Orczyk – wokal wspierający
- Anna Patynek – instrumenty perkusyjne
- Łukasz Pilch – gitara
- Tatiana Rupik – wokal wspierający
- Mirosław Stępień – gitara basowa

Dodatkowi muzycy
- Izabela Baca – skrzypce
- Grzegorz Cholewiński – skrzypce
- Agnieszka Garbacz – skrzypce
- Agata Gumiela – altówka
- Katarzyna Kostrzewa – skrzypce
- Tomasz Kusiak – skrzypce
- Magdalena Piętka – skrzypce
- Maciej Rysak – skrzypce
- Marek Smorawiński – wiolonczela
- Bartosz Wojciechowski – gitara basowa
- Ewa Woroch-Wójcik – altówka

Realizacja
- Tomasz Bidiuk – produkcja (1, 4, 5, 7, 9, 12, 13)
- Piotr Kucia – foto
- Janusz Łukowicz – projekt graficzny
- Robbie Made – produkcja (5)
- Marcin Trojanowicz – produkcja (2, 6, 8, 10, 11, 14)

źródło: